# Celastrina ainonica
Celastrina ainonica är en fjärilsart som beskrevs av Siuiti Murayama. Celastrina ainonica ingår i släktet Celastrina och familjen juvelvingar. Inga underarter finns listade i Catalogue of Life.